# Hikone
Hikone és una ciutat situada a la prefectura de Shiga, al centre-oest de l'illa de Honshū, Japó. Està emplaçada a la riba est del llac biwa i a uns 320km de Tòquio i uns 55km de Nagoya i Kyoto.
Segons les dades de 2021, la població és de 113.191 habitants i una superfície de 196,87km², la qual cosa implica una densitat de 574,95 hab/km².

## Història
Hikone va ésser primerament habitat durant el període Jomon, fa aproximadament uns 10.000 anys, tal com confirmen les ruines més antigues descobertes fins ara.
La ciutat va ser primerament mencionada al Manyoshu un recull de poemaris dels segles VI i VII.
Durant l'era del shogunat de finals del segle XVI i la constant guerra civil, Hikone va ésser un punt estràtegic. Al 1600, quan el governant a Hikone, Ishida Matsunari, va ésser derrotat en la batalla de Sekigahara, el castell existent va ser destruït. Arran d'això, es construí un nou castell amb el suport del nou govern Tokugawa.

## Ciutats agermanades

### Internacional
- Ann Arbor, Estats Units, des de 1969[6]
- Xiangtan, Xina[5][7]

### Domèstic
- Takamatsu, Prefectura de Kagawa, des del 15 d'agost 1966.[8]
- Mito, Prefectura d'Ibaraki, des del 29 d'octubre de 1968.[8]
- Sano, Prefectura de Tochigi, des del 7 d'agost de 1969.[8]